# Piazza della Libertà (Salerno)
Piazza della Libertà è una piazza di Salerno situata nell'area di Santa Teresa, progettata dall'architetto spagnolo Ricardo Bofill. Con una superficie di 28 000 m², è la piazza sul mare più grande d’Europa.

## Descrizione

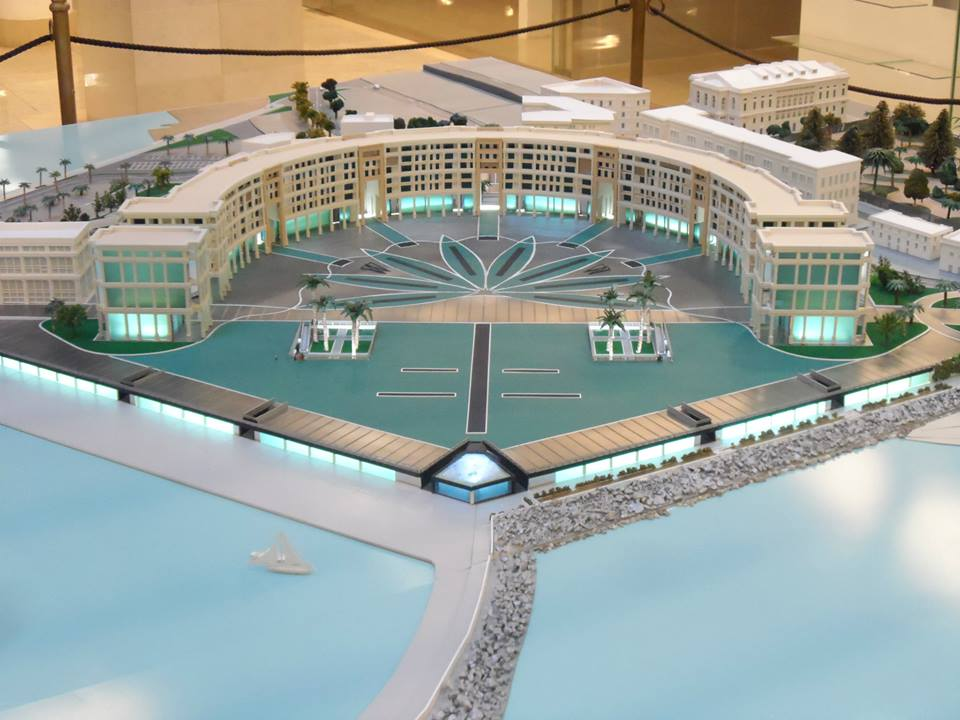
Il plastico della piazza con il Crescent

Per il progetto, fu posto l'obiettivo principale di "realizzare una nuova immagine ed identità del fronte urbano portuale: l'apertura definitiva della città al mare", attraverso il recupero del rapporto visivo e funzionale con lo specchio d'acqua circostante, il collegamento pedonale con le aree limitrofe e la relazione con le principali emergenze architettoniche, quali il teatro Verdi, la Villa Comunale e il palazzo di Città.
Il Comune pose dei requisiti specifici per la realizzazione dell'opera tra cui, oltre a quelli già citati, un rapporto di tradizione/innovazione nell'ambito della progettazione architettonica. La piazza, sopraelevata rispetto agli ambiti circostanti, è un emiciclo del diametro di 150 metri, i cui assi principali sono relazionati con la trama urbana della città antica e si pone come termine del lungomare Trieste e la cui parte interrata ha la funzione di parcheggio pubblico. La piazza si estende per circa 28.000 metri quadri ad una quota di circa 5 metri s.l.m. Il disegno della piazza è caratterizzato da una parte semicircolare, delineata dal Crescent, e da una triangolare, che definisce l'"affaccio" a sud e sud-est, divise da un asse di collegamento tra il lungomare e l'area del molo Manfredi. Ai patii del parcheggio interrato, inoltre, corrispondono due aperture speculari caratterizzate da ampi giardini dai quali spiccano esemplari di Washingtonia robusta. Il disegno della pavimentazione della piazza si ispira, come si legge nella relazione descrittiva, alle geometrie normanne di cui si riscontrano tracce nel centro storico della città: i petali del fiore centrale e la zona triangolare sono caratterizzati da lastre di marmo verde imperiale "Guatemala", il resto dei percorsi da lastre di pietra lavica etnea ed alcuni dettagli in granito nero assoluto "Zimbabwe" e travertino. Al vertice del triangolo si trova il cosiddetto diamante caratterizzato da uno specchio d'acqua, ideale collegamento visivo con il mare. Lungo i lati del triangolo si trovano tre coppie di rampe di scale che conducono al livello inferiore nel quale si trovano due passeggiate, rispettivamente adiacenti al porto di Santa Teresa e alla spiaggia, sulle quali saranno situati locali ed attività commerciali.

## Storia

### Il contesto urbano
L'area interessata dai lavori di riqualificazione era compresa tra via Alvarez, la cinta del porto e l'ex Jolly Hotel che, fino al 2010, è stato l'elemento di chiusura della passeggiata del lungomare Trieste. Entro questi confini si trovavano cantieri nautici, l'Istituto Nautico (poi trasferito) e vari depositi di marmo e legname, che portarono i salernitani ad identificare l'area con il nome "le chiancarelle". A partire dai primi anni duemila si iniziò a porre un argine al progressivo degrado dell'area, da anni notoriamente malfamata, attraverso puntuali demolizioni che si effettuarono fino all'effettivo avvio dei lavori della piazza.

### L'area nel PRG di Bohigas e il progetto di Bofill

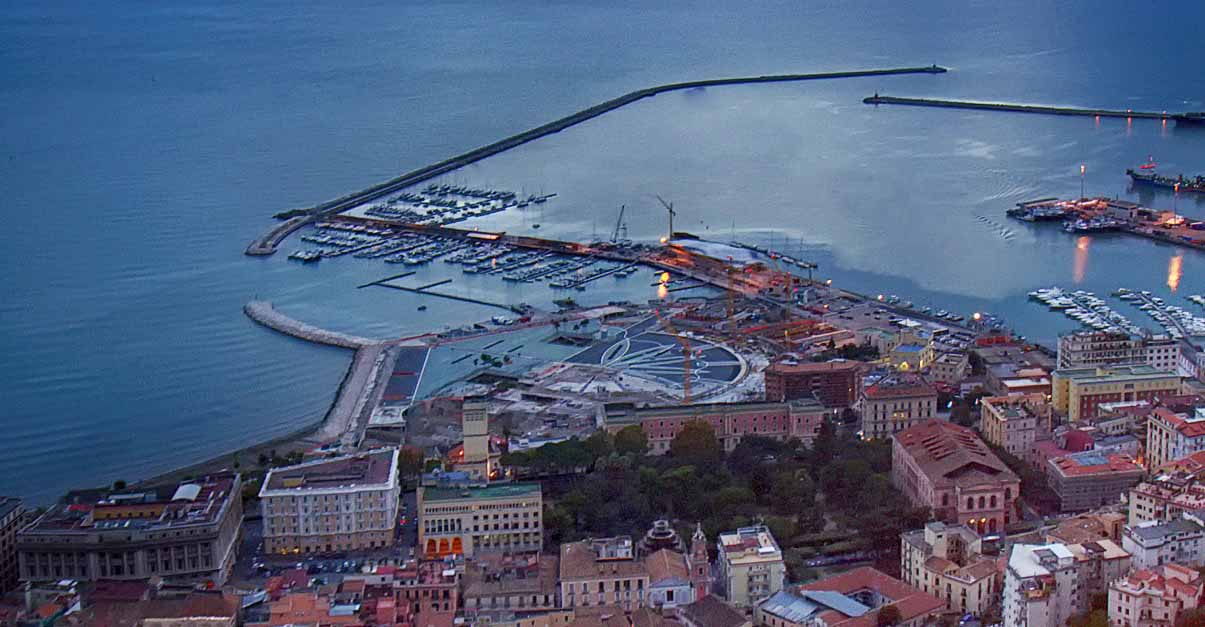
La piazza in fase di realizzazione nel 2012

Agli inizi degli anni '90 fu affidato all'architetto Oriol Bohigas, l'incarico di progettare il nuovo Piano Regolatore Generale della città di Salerno. Il catalano suddivise il territorio in AAPU (Area di Attuazione Puntuale Urbanistica), con lo scopo di avviare progetti per determinati ambiti urbani strategici, in attesa dell'approvazione del PRG. Tra le prime sette AAPU figurava proprio l'area di Santa Teresa, per la quale il primo progetto firmato Bohigas risale al 1994. L'ultima versione, che nel 2000 risultava come progetto preliminare, prevedeva la realizzazione di due stecche di edifici di 4 piani ortogonali tra di loro, in modo da "racchiudere" una piazza di 16.000 metri quadri.
Il PRG fu consegnato nel 2003 ma fu approvato solamente nel 2006 in quanto, nel frattempo, dovendolo adeguare alla nuova legge regionale in materia urbanistica approvata nel 2004, si procedette anche ad alcune sostanziali modifiche. Nel nuovo PUC, infatti, fu stralciata l'ipotesi progettuale di Bohigas per l'area di Santa Teresa e si prescrisse che in quel luogo sarebbe dovuta sorgere una grande piazza monumentale ad emiciclo non inferiore ai 30.000 m², avendo a sfondo un edificio retto da un portico non inferiore agli 8 metri con grande parcheggio pubblico sottostante.
 Fissate queste caratteristiche formali, il 1º giugno 2007, in seguito a gara internazionale che vide classificati al secondo e terzo posto Francesco Cellini con il gruppo EE&K Architects di Washington (autori del Battery Park di New York) e David Chipperfield, si diede l'incarico all'architetto Ricardo Bofill e allo studio romano Lotti&Associati, di redigere il nuovo progetto, che fu approvato alla fine del 2008, dopo il via libera da parte della Soprintendenza. Il 18 marzo 2009 il progetto fu ufficialmente presentato dall'allora sindaco Vincenzo De Luca e da Ricardo Bofill, con l'illustrazione del grande plastico di tutto il fronte di mare presso la Galleria Capitol. Il 12 maggio 2009 fu approvato il progetto esecutivo e il 16 settembre furono affidati i lavori al Consorzio Stabile Tekton, per un importo complessivo di 15 milioni di euro (su i 26 preventivati in sede di gara), che indicò come consorziata l'ESA Costruzioni Generali S.p.A come impresa esecutrice. I lavori furono affidati il giorno successivo. Nel febbraio 2011 fu approvata una variante dall'importo di 8 milioni di euro a seguito circostanze impreviste e non prevedibili.

### Il cedimento e le vicende giudiziarie

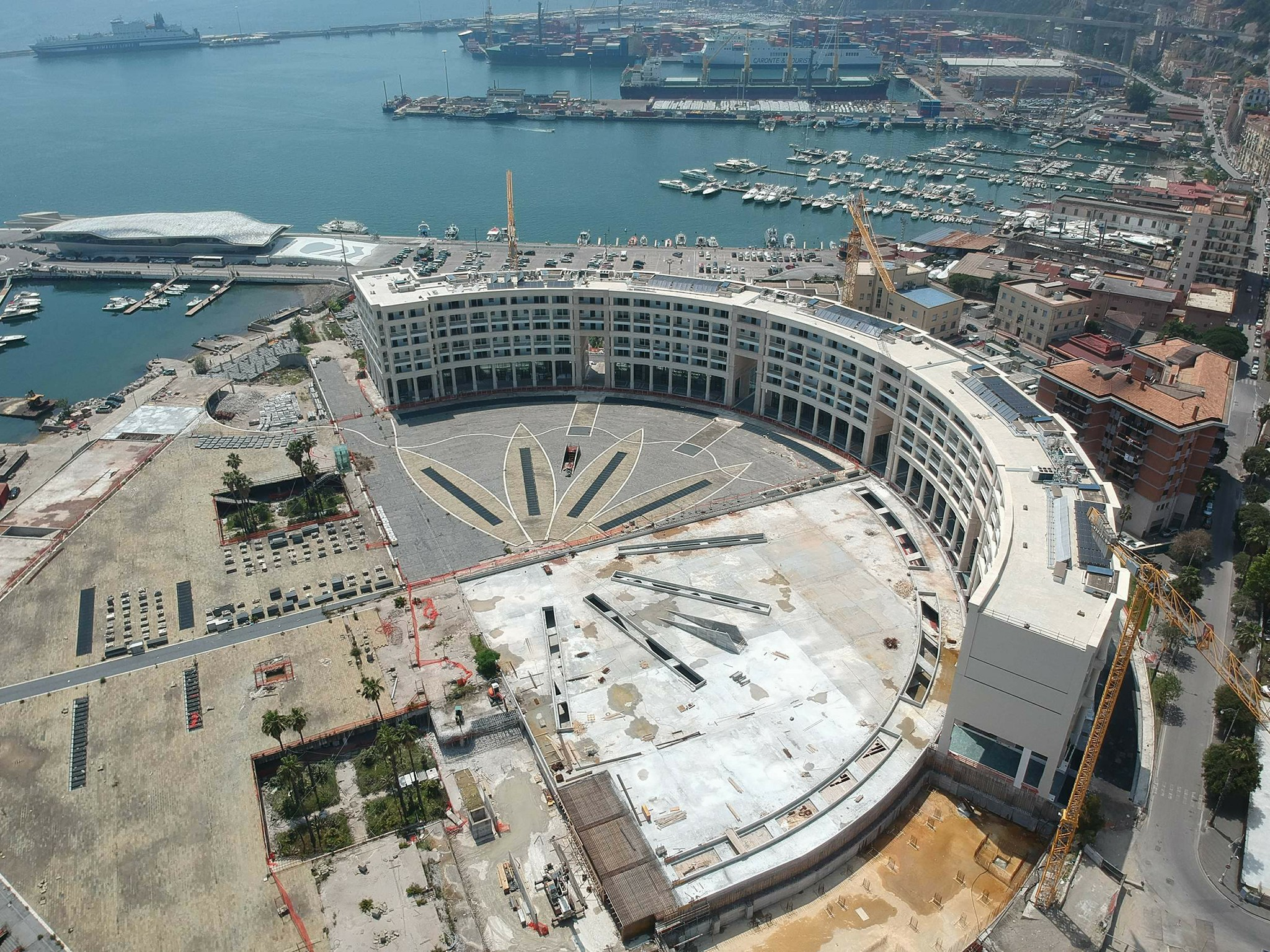
Il cantiere della piazza e del Crescent visti dal drone nel 2018

Il 24 luglio 2012 a lavori in corso di completamento, fu riscontrato un anomalo comportamento della struttura relativa al settore 2 del parcheggio, interpretabile quale fenomeno di punzonamento dell'impalcato da parte dei pilastri sottostanti. Il successivo 15 ottobre fu consegnata dall'ingegnere Ciro Faella (Professore Ordinario di Tecnica delle Costruzioni presso l’Università di Salerno) una relazione tecnica in seguito ad analisi sul progetto strutturale, con la quale si pervenne alla conclusione che la struttura presentava un dimensionamento inadeguato nei confronti del fenomeno del punzonamento in tutto il solaio di copertura della piazza. Il 27 febbraio 2013 la Procura della Repubblica dispose un sequestro probatorio per tutta l'area di cantiere al fine di eseguire indagini tecniche che furono affidate all'ingegnere Nicola Augenti, che consegnò la sua perizia il 1º ottobre successivo. Nel frattempo, nel mese di aprile, la Prefettura di Salerno emise un'interdittiva antimafia nei confronti del gruppo ESA Costruzioni Generali S.r.l., che portò il Comune di Salerno alla rescissione contrattuale. Il 16 dicembre 2013, per ordinanza del giudice per le indagini preliminari del Tribunale di Salerno, il sequestro fu convertito da probatorio a preventivo in quanto "in assenza di un adeguato piano di messa in sicurezza dell'area, che sia idoneo a sterilizzare i gravi fenomeni di dissesto allo stato preesistenti nell'impianto, la riapertura del cantiere è suscettibile di aggravare il pericolo del verificarsi di nuovi eventi rovinosi di tutti i settori". Dagli esami effettuati in sede di incidente probatorio dall'ingegnere Augenti, risultò la gravità dei difetti e il conseguente inadempimento dell'appalatatore in ordine all'obbligo di corretta esecuzione dell'opera e fu dato, pertanto, mandato alla Lotti & Associati e al Ricardo Bofill Taller de Arquitectura di redigere il progetto di ripristino strutturale di tutti i settori di piazza della Libertà. Il 23 ottobre 2014, su richiesta del Comune di Salerno fu dissequestrato per 10 mesi il cantiere per permettere l'esecuzione dei lavori di messa in sicurezza, che avrebbe dovuto svolgere il consorzio Stabile Tekton. Tuttavia, a causa del rifiuto della stessa a farsi carico delle spese, si procedette il 10 aprile 2015 alla risoluzione contrattuale. Con lo scadere dei 10 mesi di dissequestro l'ente comunale provvide a inoltrare richiesta di proroga, effettivamente concessa il 10 novembre 2015. Nello stesso mese fu approvato il progetto esecutivo di "completamento di Piazza della Libertà e sottostante parcheggio interrato – Progetto strutturale di adeguamento e ripristino delle condizioni di sicurezza previste dalla normativa in riferimento alla fruibilità di progetto dell'opera" e il 1º dicembre fu indetta una nuova procedura di gara per affidare i lavori. Nell'estate 2016 sono stati affidati i lavori alla ditta COMES di Potenza, che ha iniziato i lavori di messa in sicurezza il successivo novembre, terminandoli nel corso del 2018.

### Il completamento
Il bando per il completamento dei lavori, pubblicato a settembre 2018 e dal valore di 18 milioni di € , è stato aggiudicato a settembre 2019 alla ditta RCM. La conclusione dei lavori era prevista per il primo trimestre 2021, rimandata al 20 giugno dello stesso anno ma rimandata nuovamente al 20 settembre 2021. Lo stesso 20 settembre 2021, alla presenza del Presidente Vincenzo De Luca e delle autorità cittadine e provinciali, è stata inaugurata e aperta al pubblico Piazza della Libertà.

## Il progetto complessivo
La piazza rientra nel più complessivo progetto per l'area di Santa Teresa, che mira a riqualificare una vasta zona di Salerno precedentemente periferica. Nell'ambito del piano rientra la costruzione del Crescent, la riqualificazione della spiaggia di Santa Teresa, il riassetto del molo Manfredi (nuovo polo crocieristico) e del porto di Santa Teresa, il recupero del Cinema-Teatro Diana e la realizzazione di una nuova viabilità e di verde pubblico.